# Herion
En el universo imaginario de J. R. R. Tolkien y en los apéndices de la novela El Señor de los Anillos, Herion fue el tercer Senescal Regente de Gondor. Nacido en el año 2037 de la Tercera Edad del Sol, es hijo de Eradan. Su nombre es sindarin y puede traducirse como «fuerte» o «vigoroso». 
Herion es el segundo senescal que rigió en la época dominada por la Paz Vigilante. Sucedió a su padre en el año 2116 T. E. y gobernó Gondor por 32 años. Murió en el año 2148 T. E. y lo sucedió su hijo Belegorn